# Belfast Child
Belfast Child är en låt av den skotska gruppen Simple Minds. Den utgavs första gången 1989 på EP'n Ballad of the Streets EP tillsammans med Mandela Day, och senare på albumet Street Fighting Years. Låten är baserad på den irländska folksången She Moved Through the Fair. Texten är gruppens egen, den handlar om konflikten i Nordirland och skrevs efter Bombattentatet i Enniskillen.
Singeln blev etta på brittiska singellistan i februari 1989, vilket var Simple Minds första singeletta i Storbritannien. Singeln blev även etta i Irland och i Nederländerna och en stor hit i flera andra länder. På Sverigetopplistan låg den i tre veckor med som bäst en 11:e plats.
Belfast Child är den längsta låt som toppat den brittiska singellistan sedan Hey Jude.

## Utgåvor
7" singel Ballad Of The Streets EP Virgin SMX 3
- Belfast Child  (6:42)
- Mandela Day  (5:45)

12" singel Ballad Of The Streets EP Virgin SMXT 3
- Belfast Child  (6:42)
- Mandela Day  (5:45)
- Biko  (7:34)

Kassettsingel Ballad Of The Streets EP Virgin SMXC 3
- Belfast Child  (6:42)
- Mandela Day  (5:45)
- Biko  (7:34)

3" CD-singel Ballad Of The Streets EP Virgin SMXCD 3
- Belfast Child  (6:42)
- Mandela Day  (5:45)
- Biko  (7:34)

Limited edition 12" Box Ballad Of The Streets EP Virgin SMXB 3
- Belfast Child  (6:42)
- Mandela Day  (5:45)
- Biko  (7:34)